# Mycalesis nanodes
Mycalesis nanodes är en fjärilsart som beskrevs av Grose-smith. Mycalesis nanodes ingår i släktet Mycalesis och familjen praktfjärilar. Inga underarter finns listade i Catalogue of Life.